# Зекара
Зекара (груз. ზეკარა, осет. Зикъарайы хох, вариант Зикара) — гора, расположенная немного севернее границы России (Северная Осетия) и Южной Осетии. Принадлежит Двалетскому хребту — система Главного Кавказского хребта.
Высота вершины составляет 3828 м. Состоит преимущественно из песчаников и других осадочных пород.
Название ущелья и горы происходит от грузинского ზეკარი [зекари], что означает «верхние врата».